# Martha Krause-Lang
Martha Krause-Lang (* 26. März 1912 in Oberammergau; † 14. Dezember 2016 in Krauthausen) war eine deutsche Sozialarbeiterin und maßgebende Wegbereiterin der Sozialen Arbeit in Deutschland.

## Leben
Sie war das vierte von sechs Kindern ihrer Eltern. Ihr Vater, Anton Lang, war von Beruf Töpfermeister, der als Christusdarsteller bei den Oberammergauer Passionsspielen (in den Jahren 1900, 1910, 1922; 1930 und 1934 sprach er überdies den Prolog) eine weit über Deutschland und Europa hinausgehende Berühmtheit erlangte. Die Mutter zeichnete für die Erziehung der  Kinder und den Betrieb einer kleinen Fremdenpension für ca. 20 Gäste verantwortlich. Im Hause Lang verkehrten viele bedeutende Persönlichkeiten wie beispielsweise der Pianist Michael Raucheisen oder der damalige Apostolische Nuntius, Kardinal Pacelli, der spätere Papst Pius XII.
Nach dem Abitur, das Martha Lang an der Oberrealschule St. Anna in München-Lehel ablegte, studierte sie Volkswirtschaft (bzw. Staatswirtschaft) in Bonn, München, Wien und Freiburg. Dort studierte sie noch parallel Caritaswissenschaft und schloss ihr Studium mit der Promotion in Volkswirtschaft ab. Während ihres Studiums engagierte sie sich in der katholischen Jugendbewegung, wo sie auch ihren Mann Willi Krause, der u. a. Schriftleiter der Stimmen der Jugend war, kennen lernte.
1935 übernahm sie eine Stelle auf dem Land im Rahmen der Dorfcaritas, wo sie überwiegend für die Kursarbeit für Frauen, um dem ehrenamtlichen Engagement vor Ort Mitarbeiterinnen zuzuführen, zuständig war. Darüber berichtete Martha Krause-Lang in ihrer autobiografischen Skizze:

„Mir war zunächst der südliche Teil der Diözese Rottenburg zugewiesen […], später war mein Einsatzgebiet in Dörfern der Eifel und des Saarlandes. Einen langen und lehrreichen Winter verbrachte ich außerdem in Oberschlesien zu […] Die Kursarbeit im Rahmen der Dorfcaritas sollte die Grundlage bilden für eine spätere Zusammenarbeit der Ehrenamtlichen einer Landgemeinde mit der Tätigkeit einer Caritasfürsorgerin im Kreis.“

Im Sommer 1939 heirateten Martha Lang und Willi Krause. Aus der Ehe ging ein Sohn hervor (geb. 1940). 1944 fiel ihr Mann. Im Frühjahr 1945 flüchtete die Witwe mit ihrem Sohn vom nordböhmischen Gablonz, wo ihr Willi Krause Studienrat gewesen war, nach Oberammergau. Martha Krause-Lang arbeitete ab 1946 in der Flüchtlingsfürsorge. Zwei Jahre später wurde sie als hauptamtliche Dozentin an der Sozialen Frauenschule der Stadt München angestellt, wo sie u. a. die neuen Fächer Casework und Soziale Einzelfallhilfe einführte und unterrichtete. Im Sommer 1961 übertrug ihr die Direktorin der Sozialen und Caritativen Frauenschule des Landesverbandes Bayern e.V. des Katholischen Frauenbundes, Maria Ammann, einer Tochter von Ellen Ammann, die Schulleitung der konfessionell gebundenen Bildungsinstitution:

„Da ab dem Schuljahr 1961/62 die Ausbildung von Fürsorgerinnen auf drei Jahre erweitert wird, ist die neue Direktorin zunächst mit der Aufgabe konfrontiert, den dreijährigen Ausbildungslehrgang aufzubauen und zu festigen. Aufgrund der verlängerten Ausbildung besteht außerdem die Notwendigkeit, eine neue, größere Schule zu bauen.“

Die caritatve Frauenschule wurde 1971 mit der Katholischen Stiftungsfachhochschule München fusioniert. Krause-Lang hatte das Amt der Vizepräsidentin für ein Jahr inne. 1970 übernahm sie zusammen mit Willy Kögel den Aufbau der neu gegründeten Fachoberschule Romano Guardini auf dem Gelände der Stiftungsfachhochschule. Bis zu ihrem Ausscheiden Ende des Wintersemesters 1976 war sie Professorin für Wirtschaftswissenschaften sowie Theorie und Methoden der Sozialarbeit und gehörte bis 1985 dem Kuratorium der Hochschule als Mitglied an.
1983 übersiedelte Martha Krause-Lang nach Aachen. Im Alter befasste sie sich überwiegend mit gerontologischen Fragen. Ferner zeichnete sie mitverantwortlich für die Nachqualifizierung italienischer Sozialhelfer im Dienst an italienischen Industriearbeitern (Gastarbeitern) in Deutschland, für Lehrgänge zur Nachqualifizierung von Altenheimleitern und -leiterinnen sowie für die Weiterbildung von ehrenamtlichen Mitarbeiterinnen und Mitarbeitern der Caritas.

## Kritik zu Martha Krause-Langs Frauen- und Familienbild
Martha Krause-Lang zeichnete in ihren Veröffentlichungen (insbesondere in den 1950er Jahren) ein überwiegend konservatives Frauen- und Familienbild. Die Mutter gehört ins Haus, der Mann ins Arbeitsleben. Familiäre soziale und wirtschaftliche Belastungssituationen, die die Mitarbeit der Ehefrau erfordern, will sie allein nicht gelten lassen:

„Bombennächte, Soldatenleben, Flucht und Vertreibung haben in den letzten eineinhalb Jahrzehnten dazu beigetragen, daß wir den Wert der Familienbildung neu erlebt haben. Trotz aller schweren Belastungsproben jener Zeit hat die Familie sich erhalten, ja man kann sagen, daß sie sich in gewissen Sinn neu gefestigt hat […] Sofern nicht ganz besonders trifftige Gründe vorliegen, soll die Mutter keine Erwerbsarbeit aufnehmen bzw. ihren Arbeitsplatz so lange aufgeben, als sie kleine Kinder zu Hause hat […] Daß diese Aufgabe trotzdem noch schwer, in vielen Fällen unlösbar bleibt, ist eine Erkenntnis, die uns zu gut überlegten Forderungen nach sozialpolitischen Reformen anspornen müßte. Auf diesem Gebiet liegt vor allem der Ruf nach Arbeit für den Vater bzw. nach Familienausgleichkassen für Eltern mit einem erhöhten Erziehungsaufwand.“

Rainer Bendel, der in seinem Aufsatz das Frauen- und Familienbild Martha Krause-Langs ausführlich beschreibt, ist der Ansicht:

„Die beispielhaft ausgewählten Beiträge von Martha Krause-Lang, der Adressatenkreis war jeweils in erster Linie Frauen, zeigen, daß sie zuhauf klassische Muster des Frauenbildes, ihrer Positionierung in Ehe, Familie und Beruf, in der Gesellschaft übernommen und argumentativ weiter geben, aber nicht durchweg selbst praktiziert hat: sie hat es entgegen der weitverbreiteten Vorstellung von der unverheitateten Lehrerin oder Caritasschwester vorgezogen, Studium und Ehe, Beruf und Familie, alleinerziehende Mutter, Beruf und intensives ehrenamtliches Enagement miteinander zu verbinden.“

## Werke (Auswahl)
- Erwerbstätigkeit der Mutter im kommenden Familienrecht. In: Frau und Mutter. 1952/53/H. 3-4, S. 19–21
- Fürsorge für das familienlose Kind. In: Hans Opitz, Franz Schmid (Hrsg.): Handbuch der Kinderheilkunde, Band 3: Immunologie, soziale Pädiatrie. Springer, Berlin/Heidelberg/New York 1966, DNB 456883622, S. 546–561
- Ausbildung zur Sozialarbeit auf verschiedenen Ebenen. In: Soziale Arbeit. 1969, S. 293–303
- Soziale Werte und Sozialarbeiterausbildung. In: Caritas. 1969, S. 150–153
- Kriterien einer Erfolgsbewertung in der Sozialarbeit. In: Caritas. 1970, S. 189–196
- Die helfende Beziehung. In: Caritas. 1971, S. 310–323
- Zum Helfen befähigen: soziales Training für ehrenamtliche sozial-caritative Dienste. Lambertus, Freiburg 1976, ISBN 978-3-7841-0113-2.
- Erinnerungen an Christus Anton Lang aus Oberammergau. Aventinus-Verlag Thurmair, Eggenfelden 1980, ISBN 978-3-88481-003-3.
- Nie mehr so schön wie Sulamith: Lust und Last des Älterwerdens. Herder, Freiburg u. a., 1987, ISBN 978-3-451-21126-3.
- Mit neuen Gedanken alt werden. Klens, Düsseldorf, 1996, ISBN 978-3-87309-138-2.
- Selbstdarstellung. In: Hermann Heitkamp, Alfred Plewa (Hrsg.): Soziale Arbeit in Selbstzeugnissen, Bd. 2. Lambertus, Freiburg 2002, ISBN 978-3-7841-1397-5, S. 147–177.